# Scantrad

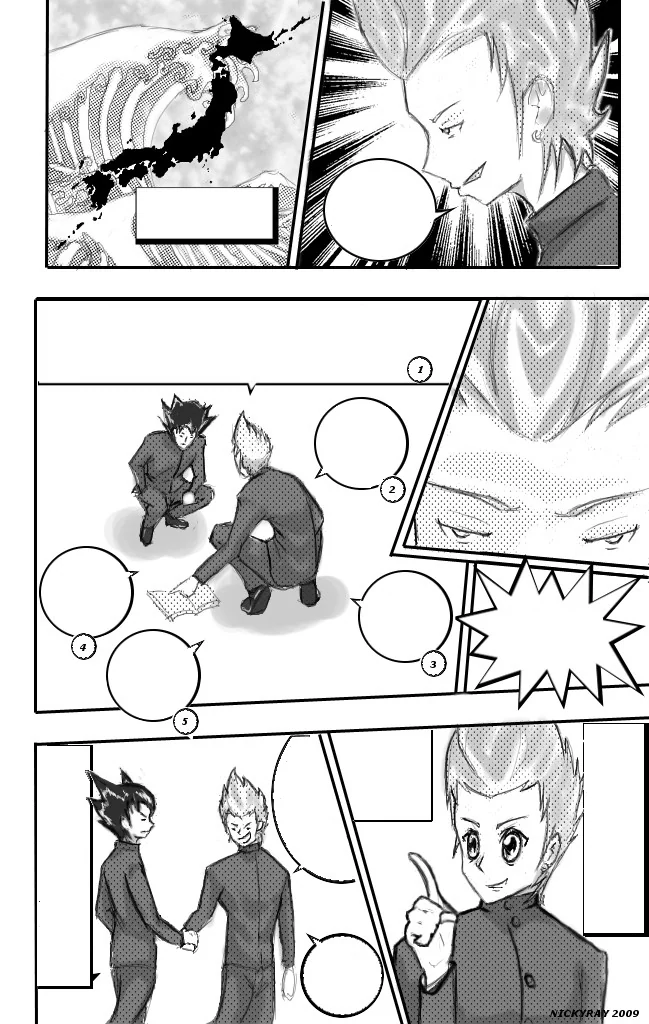
Planche d'un manga "nettoyée" avant traduction.

Un scantrad (« scan + traduction »), parfois aussi nommé scanlation (« scan + translation »), fait référence à un manga qui a été numérisé et traduit par des fans depuis sa langue originale (habituellement le japonais, le coréen ou le chinois) vers une autre.
Les scantrads sont généralement distribués gratuitement sur Internet, en téléchargement ou directement disponibles en ligne.

## Histoire
Le scantrad apparaît dans les années 1990, puis se développe fortement au début des années 2000. La culture japonaise commence alors à s'importer en Occident, mais peu d'œuvres bénéficient d'une traduction officielle. Des traductions non-officielles et bénévoles de mangas par des groupes de fans — appelés « teams » — voient donc le jour, pour répondre à la demande. Après leur traduction, les chapitres sont mis en ligne, souvent sur des blogs. Les standards de qualité de ces traductions sont initialement élevés et leurs lecteurs font facilement savoir un éventuel mécontentement.
Progressivement, des sites regroupant des traductions de différentes œuvres par différents groupes de traducteurs font leur apparition. Ces sites cherchent à réaliser des bénéfices par l'affichage de publicités. Afin d'être les premiers à diffuser un scantrad lorsqu'il est mis en ligne, ils délaissent parfois les standards de qualité existant auparavant,, par exemple en acceptant des traductions automatisées par logiciel.
Du fait des délais importants entre la première parution d'un chapitre de manga dans un magazine de prépublication et sa publication à l'étranger dans un volume relié, la pratique du scantrad n'a pas disparu malgré la diversification de l'offre disponible. Afin de respecter les droits de diffusion, les fans suppriment leurs traductions lorsqu'une version légale paraît. Les sites repostant les chapitres, quant à eux, agissent de manière plus décomplexée.

## Rapports avec les auteurs et éditeurs

### Statut légal
Les scantrads violent la législation sur le droit d'auteur, puisqu'ils modifient et redistribuent l'œuvre sans l'accord des ayants droit. Le fait qu'aucun bénéfice commercial ne soit recherché par ceux qui les réalisent ou encore le fait que les personnes morales ou physiques détentrices des droits n'aient pas cherché à vendre leurs œuvres dans les pays en question ne constituent pas une exception de défense.
En 2019, au Japon, trois hommes sont condamnés à des peines de prison pour leur implication dans la mise en ligne de mangas piratés. En France, les éditeurs parviennent facilement à faire retirer les œuvres dont ils ont les droits de diffusion des sites également localisés en France. En revanche, lorsque le site est hébergé à l'étranger, ses propriétaires restent peu inquiétés par les menaces juridiques.
En outre, les éditeurs se plaignent que les moteurs de recherche comme Google référencent les sites illégaux et qu'aucune démarche juridique n'est possible tant qu'une version numérique officielle n'est pas disponible. Cela signifie que les fans de manga traduisent eux-mêmes les mangas japonais en français et les publient en ligne.

### Effets duscantradsur les ventes
À ses débuts, le scantrad permet aux bandes dessinées d'origine japonaise de se faire connaître.
Les éditeurs constatent que la pratique du scantrad n'a pas forcément d'effet négatif sur les ventes des œuvres au format papier ; de nombreux fans achètent les traductions officielles à leur sortie même en ayant déjà lu les traductions amateures en ligne. En revanche, les formats numériques payants souffrent de la concurrence du gratuit ; la version officielle étant victime de ses délais dans ce format également,.
Le succès d'une œuvre en ligne ne présage pas toujours un succès de l'œuvre une fois publiée. Ainsi, Grégoire Hellot de Kurokawa affirme que les ventes de la série Kenichi, le disciple ultime n'ont pas décollé, malgré une place dans le top 5 sur les sites de scantrad. De même, selon Bruno Pham d'Akata, la série World War Demons a eu beaucoup de succès en ligne mais très peu au format papier.

### Les plateformes légales
Pour pallier ce manque à gagner, plusieurs plateformes de lecture numérique ont vu le jour ces dernières années. 
- Izneo propose de nombreux titres en achat à l'acte (avec également la possibilité de s'abonner pour lire une partie du catalogue) et existe depuis 2010 ;

- Mangas.io, lancée officiellement en 2020 par Romain Régnier[3], propose quant à elle un service à l'abonnement, sur un modèle très similaire à celui de Netflix ;

- la plus récente, Piccoma, arrivée en France en 2022, propose quant à elle un système de monnaie virtuelle[4]. Le service a stoppé ses activités le 30 septembre 2024.

## La réécriture
La réécriture est une variante du scantrad, qui consiste à inventer un dialogue plutôt que traduire celui de l'original. Généralement fait par un fan qui ne connaît pas la langue de la BD qu'il veut avoir dans sa propre langue, pour s'amuser seul ou pour la partager avec des amis ou bien sur un forum.
Elle peut changer le ton de l'œuvre et éventuellement faire une parodie avec des dialogues décalés par rapport aux dessins. C'est une sorte de fan art, mais beaucoup sont contre ces pratiques clandestines qui dénaturent l'œuvre originale et induisent en erreur, car souvent rien n'est indiqué sur l'origine de la BD.